# Velika noč
Velika noč, ponekod na Slovenskem tudi vuzem, je najpomembnejši in najstarejši krščanski praznik, spomin na Jezusovo vstajenje dva dni po njegovi mučeniški smrti.
Veliki teden kristjani začenjajo na cvetno nedeljo, vrhunec velikega tedna pa je velikonočno tridnevje: veliki četrtek, veliki petek in velikonočna vigilija na veliko soboto, ki nas uvede v praznovanje.

## Velikonočno tridnevje
Velika noč obsega posebno praznovanje, ki ga imenujemo velikonočno tridnevje. Na veliki četrtek se kristjani spominjajo zadnje večerje. Veliki petek je posvečen Judovi izdaji Jezusa, Jezusovi obsodbi ter trpljenju in smrti na križu. Že v soboto, na velikonočno vigilijo in na velikonočno nedeljo pa kristjani praznujejo Kristusovo vstajenje, s katerim je Jezus premagal smrt. Velikonočno tridnevje predstavlja višek vsega cerkvenega leta. Tridnevje izvira iz judovskega praznovanja »pashe«, pri katerem Judje slavijo rešitev svojih prednikov iz egiptovske sužnosti (glej 2 Mz 12,1-50). Cerkev vidi v judovski pashi starozavezno predpodobo velikonočnega praznika, s katerim se izpostavlja moč jezusove smrti na križu, njegovega vstajenja in odrešenja. 
Velika noč je za kristjane praznik veselja in upanja, verujejo, da je Jezus s svojim vstajenjem premagal telesno in duhovno smrt ter za vse prinesel upanje, za kristjane pa tudi odpuščanje grehov in upanje na vstajenje po smrti oz. posmrtno življenje v raju.
Velikonočne tradicije se v veliki meri od države do države ali celo pokrajine razlikujejo.

## Veliki četrtek
Na veliki četrtek se kristjani pri večerni maši ne spominjajo samo zadnje večerje, ki jo je Jezus praznoval skupaj s svojimi apostoli, temveč postavitve evharistije (Lk 22,14-20), v berilih tudi dogodkov na Oljski gori (Jn 17,1-19) in v vrtu Getsemani (Lk 22,39-45), pa tudi na zapoved, naj kristjani služijo in pomagajo drug drugemu. Ker je tabernakelj pred večerno mašo že izpraznjen, je najsvetejše izpostavljeno na drugem kraju, ponavadi pri božjem grobu. Mašni obred poteka kot običajno, lahko pa je po njem tudi obred umivanja nog.

## Veliki petek
Po tradiciji je na veliki petek zapovedan strogi post. To je edini dan v katoliškem cerkvenem letu, ko duhovniki ne opravljajo celotne evharistije, ampak zgolj delitev obhajila. Sestavni del so obredi, ki so najstarejša dediščina starokrščanskega bogoslužja in pobožnosti. Obredi velikega petka pa ne predstavljajo samo žalovanja in mučeništva, temveč imata svoj poudarek tudi upanje in veselje, z mislijo na Jezusovo zmago nad smrtjo. Med obredi je izpostavljeno razpelo, kateremu se verniki poklonijo. Po koncu obredov sledi molitvena ura (križev pot) pri božjem grobu.

## Velika sobota
Na veliko soboto duhovnik zjutraj blagoslovi (pogovorno žegna) velikonočni ogenj, ki ga ponekod verniki s posušenimi lesnimi gobami raznosijo na svoje domove, kjer z njim blagoslovijo prostore in/ali z njim zakurijo kurišča, na katerih se zatem pripravljajo jedila za velikonočni zajtrk. Na velikonočno soboto se verniki zbirajo pri božjem grobu in premišljujejo njegovo trpljenje in smrt. Na ta dan duhovniki blagoslavljajo jedila, ki jih verniki prinašajo k blagoslovu in so pripravljena za nedeljski velikonočni zajtrk. Tudi v Sloveniji imajo določeno krščansko simboliko suho meso, ki simbolizira jezusovo telo, rdeči pirhi so kaplje krvi, hren predstavlja žeblje, kruh in ostala peciva pa trnjevo krono pri Jezusovem trpljenju na križu. 
Kristjani se spominjajo dogodka, ko se je Jezus po svojem vstajenju prikazal apostolom in z njimi jedel. Spoznali so ga po lomljenju kruha. (Lk 24,35)

### Velikonočna vigilija
Noč, na katero je Jezus vstal od smrti, za kristjane pomeni vrhunec verskega dogajanja in je najpomembnejši dogodek cerkvenega leta. Z obredom kristjani praznujejo zmagoslavje luči nad temo tj. Jezusa nad grehom oz. smrtjo oz. t.i. Kristusovo  vstajenje in odrešenje.

## Velikonočna nedelja
Na Veliko noč so v Sloveniji v navadi vstajenjske procesije, na čelu katerih nosijo kip vstalega Kristusa in so lahko opravljene že v soboto, v povezavi z velikonočno vigilijo, ali pa v nedeljo, pred jutranjo slovesno sveto mašo. Procesija se začne v cerkvi, pri božjem grobu, z izpostavitvijo (tokrat nezagrnjene) monštrance in s petjem slovesne Aleluje ter primerne velikonočne pesmi, ki jo cerkveni pevci nadaljujejo v procesiji, to je slovesnem mimohodu. Ko se procesija vrne v cerkev, sledi zahvalna pesem. Po blagoslovu z najsvetejšim duhovnik spravi monštranco v tabernakelj, zatem pa počasti (pokadi) oltar, slovesno mašno opravilo pa se nadaljuje s Slavo in glavno mašno prošnjo iz misala. Obred se nadaljuje z berili, pridigo, daritvijo ter obhajilom.

### Urbi et orbi
Velikonočni papeški blagoslov Urbi et orbi se tradicionalno podeli na velikonočno nedeljo ob 12.00 uri, po srednjeevropskem času. Papež ga izreče z lože bazilike svetega Petra v Vatikanu, tudi v slovenščini.

## Velikonočni ponedeljek
Kristjani se na velikonočni ponedeljek, dan po prazniku velike noči, spominjajo Jezusovega prikazanja njegovima učencema na poti v Emavs.(Mr 16,12-13). V spomin na ta dogodek kristjani ta dan obiščejo svoje bližnje in se z njimi veselijo novice o Jezusovem vstajenju. Kristjani namreč verujejo v Jezusovo vstajenje tudi na osnovi pričevanja oseb, ki se jim je Jezus prikazal po vstajenju in jim je z očitnimi znamenji dokazal svojo obstoj. Med njimi sta bila tudi dva učenca, ki sta ga na poti v Emavs prepoznala po lomljenju kruha in novico sporočila tudi drugim, kar opisuje Sveto pismo (Lk 24,35). Velikonočni ponedeljek je po osamosvojitvi Slovenije dela prost dan. Po običajih je namenjen izletom, sprostitvi, obiskom sorodnikov in prijateljev. Razpored svetih maš je nedeljski oz. praznični.

## Izvor praznika
Praznik sam ima podlage v judovstvu, pa tudi v starih poganskih navadah, ko so praznovali prihod pomladi. V Sloveniji prazniku rečejo tudi vuzem. Ker je Kristus vstal iz groba podobno, kakor pišče pride iz jajca, in ker tudi krst pomeni vstop v novo življenje, je jajce znamenje Kristusovega vstajenja in hkrati tudi krsta. Izmenjavanje velikonočnih jajc oziroma pirhov izhaja že iz starih poganskih navad, denimo čaščenja boginje Eostre. Jajca predstavljajo ljubezen in prijateljstvo, pa tudi celotno stvarstvo kot kozmično jajce.

## Izračun datuma velike noči
Točnega datuma Jezusovega križanja ni mogoče izračunati, ker Nova zaveza ne navaja niti približne datacije, takrat veljavni judovski koledar pa je zaradi pogostih interkalacij nepoznan.
Velika noč je premakljiv praznik, v odvisnosti od datuma velike noči so tudi datumi nekaterih drugih cerkvenih praznikov, kot so pepelnična sreda (predhodni praznik), Jezusov vnebohod, binkošti in sveto rešnje telo in kri.
Na prvem nicejskem koncilu so določili, da se veliko noč praznuje na prvo nedeljo po prvi pomladni polni luni. Tako je lahko velika noč med 22. marcem in 25. aprilom. Vendar pa Cerkev nikoli ni popolnoma sledila najnovejšim astronomskim odkritjem.
V Rimskokatoliški cerkvi je v uporabi formula, pri kateri lahko včasih pride do odstopanja za nekaj ur od realne polne lune. Tako je bila velika noč v letu 1962 (in 1954 idr.) na drug datum (zamik za en teden), kot bi bila v skladu z natančnimi astronomskimi opazovanji.
Pravoslavne Cerkve uporabljajo za izračun polne lune formulo, ki temelji na Metonovem ciklusu, tako izračunana polna luna odstopa od astronomske polne lune za več dni. Posledično je velika noč v pravoslavju pogosto več kot teden dni pozneje kot v Rimskokatoliški cerkvi, zelo pogosto pa tudi sovpadata na isti dan. Leta 1923 so Pravoslavne Cerkve sklenile, da bodo začele uporabljati prenovljen koledar (glej Milankovićev koledar) in novo formulo za izračun velike noči. Nekatere so začele uporabljati novi koledar, novo formulo je pa začela uporabljati le Finska Pravoslavna cerkev.

## Galerija
- Velikonočni jerbas (pletena košara) s pirhi
- Belokranjske pisanke
- Velikonočni krožnik s pirhi in potico
- Velikonočno »strašenje boga« z ragljami na Jesenicah leta 1940
- Velikonočni ogenj v naselju Šutna, občina Kranj. Fantje zjutraj prinesejo velikonočni ogenj v vsako hišo.